# أندريا ديل سارتو
أندريا ديل سارتو (بالإيطالية: Andrea del Sarto)‏ (1486-1530), رسام إيطالي من فلورنسا، الذي ذاع صيته في عصر النهضة العليا وأوائل المانييريزمو. رغم نيله تقديرًا كبيرًا في فترة حياته بمنحه اللقب الإيطالي senza errori (ويعني "الخالي من الأخطاء")، فقد طغت شهرة معاصريه: ليوناردو دا فينشي وميكيلانجيلو ورفائيل, على شهرته بعد وفاته.

## روابط خارجية
- أندريا ديل سارتو على موقع الموسوعة البريطانية (الإنجليزية)
- أندريا ديل سارتو على موقع ميوزك برينز (الإنجليزية)
- أندريا ديل سارتو على موقع إن إن دي بي (الإنجليزية)